# Teoría de los globos
La teoría de los globos era una teoría de la neurociencia primitiva que intentaba explicar el movimiento muscular afirmando que los músculos se contraen inflándose con aire o fluido. El médico griego Galeno creía que los músculos se contraían debido a un fluido que fluía hacia ellos y, durante 1500 años después, se creyó que los nervios eran huecos y que transportaban fluido. René Descartes, que se interesó por la hidráulica y utilizó la presión de los fluidos para explicar diversos aspectos de la fisiología, como el arco reflejo, propuso que los "espíritus animales" fluían hacia los músculos y eran responsables de su contracción. En el modelo que Descartes utilizó para explicar los reflejos, los espíritus fluirían desde los ventrículos del cerebro, a través de los nervios, hasta los músculos para animar a estos últimos.
En 1667, Thomas Willis propuso que los músculos podían expandirse por la reacción de los espíritus animales con los espíritus vitales. Planteó la hipótesis de que esta reacción produciría aire de forma similar a la reacción que provoca una explosión, haciendo que los músculos se hincharan y produjeran movimiento. En la actualidad, esta teoría ha sido superada por la comunidad científica dominante debido al establecimiento de la neurociencia, que se apoya en pruebas empíricas.

## Refutaciones fisiológicas de la teoría.

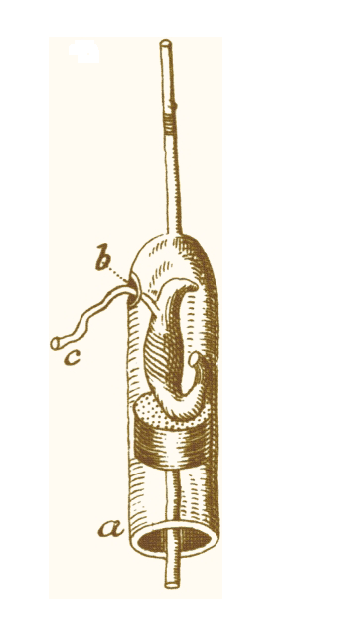
Ilustración de Swammerdam de una preparación nervio-músculo. Colocó un músculo de muslo de rana en una jeringa de cristal con un nervio que sobresalía de un orificio en el lateral del recipiente. Al irritar el nervio, el músculo se contraía, pero el nivel del agua, y por tanto el volumen del músculo, no aumentaba.

En 1667, Jan Swammerdam, un anatomista holandés famoso por trabajar con insectos, asestó el primer golpe importante a la teoría aeronáutica. Swammerdam, que fue el primero en experimentar con preparaciones nervio-músculo, demostró que los músculos no aumentan de tamaño cuando se contraen (y supuso que si una sustancia como los espíritus animales fluyera hacia los músculos, su volumen debería aumentar cuando se contraen). Swammerdam colocó el músculo cortado del muslo de una rana en una jeringa hermética con una pequeña cantidad de agua en la punta. De este modo pudo determinar si había un cambio en el volumen del músculo cuando se contraía observando un cambio en el nivel del agua (imagen de la derecha). Cuando Swammerdam hizo que el músculo se contrajera al irritar el nervio, el nivel del agua no subió sino que bajó una cantidad mínima; esto demostró que no podía fluir aire ni líquido hacia el músculo. Swammerdam no creyó los resultados de su propio experimento, sugiriendo que eran el resultado de un artificio. Sin embargo, concluyó en su libro El Libro de la Naturaleza II que "el movimiento o la irritación del nervio por sí solo es necesario para producir el movimiento muscular". Esta idea fue un paso importante hacia la comprensión actual de cómo los nervios realmente causan la contracción muscular.
La teoría de los globos recibió un segundo golpe de Francis Glisson, que realizó un experimento en el que un hombre flexionaba un músculo bajo el agua. El nivel del agua no subió (de hecho, bajó ligeramente), lo que corroboró la conclusión de que no podía entrar aire ni fluido en el músculo.
Giovanni Alfonso Borelli realizó un experimento para probar la idea de que el músculo se infla con aire. Cortó el músculo de un animal bajo el agua y observó si subían burbujas de aire a la superficie. Como no se observó que subieran burbujas, este experimento ayudó a refutar la teoría de los globos.
La invención del microscopio permitió observar preparaciones de nervios con gran aumento, demostrando que no son huecos.
En 1791, Luigi Galvani descubrió que los músculos de las ranas podían moverse mediante la aplicación de electricidad. Este hallazgo proporcionó una base para la comprensión actual de que la energía eléctrica (transportada por iones ), y no el aire o los fluidos, es el impulso detrás del movimiento muscular.